# Jens Hansen (Politiker)
Carl Jakob Jens Christian Barnabas Hansen (* 18. Juni 1872 in Nanortalik; † unbekannt) war ein grönländischer Landesrat.

## Leben
Jens Hansen war der Sohn von Johan Christian Anthon Frederik und seiner Frau Rahab Kirstine Eulalia Ane Maria. Von 1911 bis 1922 saß er zwei Legislaturperioden lang im südgrönländischen Landesrat. Lediglich 1915 wurde er von Johannes Mathiesen vertreten. 1950 feierte er als ältester Bewohner von Nanortalik seinen 78. Geburtstag. Zu diesem Anlass wurde er von Kong Christian den X og dronning Alexandrines fond ausgezeichnet.